# Echis coloratus
Echis coloratus là một loài rắn trong họ Rắn lục. Loài này được Günther mô tả khoa học đầu tiên năm 1878.

## Hình ảnh

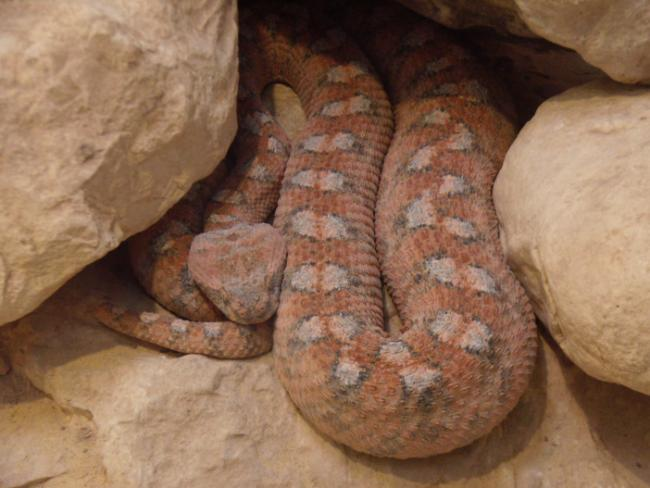